# سلیمان امینی
سلیمان امینی همچنین مشهور به امینی تبریزی (۱۳۰۱ – ۵ اسفند ۱۳۵۴) شاعر و خوشنویس ایرانی بود.

## زندگی و شاعری

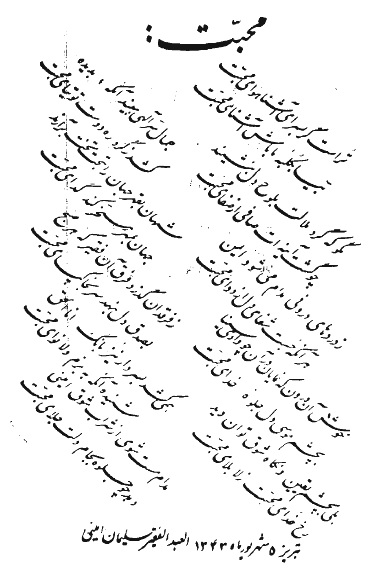
نمونه‌ای از خوشنویسی امینی، شعری با عنوان «محبت» نگاشته به ۵ شهریور ۱۳۴۳

سلیمان بن جواد در سال ۱۳۴۱ق (مابین شهریور ۱۳۰۱ - مرداد ۱۳۰۲/ اوت ۱۹۲۲ - اوت ۱۹۲۳) در روستای خاکی شهرستان سرآب زاده شد. پس از ۱۳۱۳ش، به امینی نام خانوادگی گرفت، چرا که پدرش به امین‌العلماء مشهور بود و از بزرگان دینی سرآب به‌شمار می‌رفت. سلیمان در کودکی به کشاورزی مشغول شد و در زمان فراغت در مدرسه پدرش علوم مقدماتی، فقه و اصول را فراگرفت.
در حدود هجده‌سالگی به گفتهٔ خودش «نمی‌دانم در اثر ضربات شکنندهٔ روزگار یا در نتیجهٔ طرز تعلیم اولیه و انس و الفت دیرینه‌ام با اشعار حافظ و سعدی بود، یا هر دو علت با هم هماهنگ شده، احساساتی فوق‌العاده در در و جانم بیدار ساختند» که سبب شد به شعر روی آورد

پس از درگذشت پدرش در حوالی ۱۳۲۱ش، امینی به تبریز مهاجرت کرد و به ادبیات روی آورد. وی به هر دو ادبیات فارسی و عربی تسلط یافت و در شعرشناسی برجسته گشت. در خوشنویسی نیز درخشید، در انواع خطوط هنرمند بود و چند اثر را نسخه‌نویسی نمود.
علی نظمی تبریزی از دوستان نزدیک امینی در اثرش دویست سخنور او را «مردی بسیار خوش‌صحبت و مهربان و فروتن و وفاپیشه و پاک‌اندیشه» توصیف نموده‌است.

امینی از اعضای انجمن‌های ادبی تبریز بود و در قالب‌های غزل، قصیده و مثنوی حدود ۱۵ هزار بیت سرود. «از سرایندگان پیشین، به سعدی ارادت خاصی داشت و از چند غزل معروف او تضمین کرد.» اشعارش را در سبک عراقی جای داده‌اند، جز سعدی، اشعاری با تضمین از حافظ و شهریار نیز سرود.

## زندگی شخصی
امینی با دختری به نام ستاره ازدواج کرد و حاصل ازدواج‌شان ۵ دختر و ۴ پسر شد. علی نظمی تبریزی از دوستان نزدیک وی بود. امینی در زمان درگذشت، کارمند دانشگاه تبریز بود.

## درگذشت
امینی در غروب ۵ اسفند ۱۳۵۴/ ۲۴ فوریه ۱۹۷۶ در کاخ جوانان تبریز بر اثر سکتهٔ قلبی به هنگام نشستی ادبی درگذشت، و صبح روز بعد در گورستان مارالان به خاک سپرده شد. نظمی تبریزی ذکر نموده که امینی «در آخرین شب زندگی‌اش نیز در کنار من نشسته مشغول صحبت بود که ناگهان سرش را روی سینهٔ من گذاشت و تا متوجه شدم دیدم که سر گذاشتن همان بود و درگذشتن همان». محمود ملماسی و یحیی شیدا از جمله شاعرانی بودند که در سوگش شعر سرودند.

## آثار
امینی نزدیک به پانزده هزار بیت سرود که بیشتر آن غزلیات است، دیوان امینی تبریزی به همّت علی نظمی تبریزی گردآوری و در سال ۱۳۵۶ چاپ شده. همچنین نظمی تبریزی ذکر نموده که اغلب سروده‌های امینی که در دفتر بزرگی به خط خودش نگاشته شده بود، پس از درگذشت او، متأسفانه پیدا نشد و با وجود پیگیری از طریق خانواده‌ی آن مرحوم نیز به نتیجه‌ای نرسیدم. آثار دیگر چاپ‌شدهٔ او:
- اشک خون: مجموعه اشعار
- گل‌های خودرو: مجموعه اشعار با مقدمهٔ محمدحسین شهریار. یک نسخهٔ دست‌نویس آن در کتابخانهٔ ملی ایران به شماره منبع ۳۸۱۷۶ موجود است.